# Заслуженный тренер Республики Казахстан
«Заслуженный тренер Республики Казахстан» (каз. Қазақстан Республикасының еңбек сіңірген жаттықтырушысы) — спортивное звание (до 2014 года — почётное спортивное звание), учреждённое в 1994 году. Вопрос о присвоении и лишении звания решается высшим органом по управлению в сфере физической культуры и спорта Республики Казахстан.

## Порядок присвоения
Спортивное звание «Заслуженный тренер Республики Казахстан» присваивается гражданам Республики Казахстан уполномоченным органом в области физической культуры и спорта по представлению местного исполнительного органа области (города республиканского значения, столицы), аккредитованных республиканских и региональных спортивных федераций по видам спорта.

## Критерии присвоения звания
Квалификационные требования: стаж работы не менее 3 лет со спортсменом (спортсменами), выполнившим (выполнившими) одно из нижеследующих требований по олимпийским видам спорта:
- подготовить одного спортсмена, занявшего 1-3 место на Олимпийских играх среди взрослых;
- или подготовить одного спортсмена, занявшего 1-3 место на чемпионатах мира среди взрослых;
- или подготовить одного спортсмена, занявшего 1 место в розыгрыше Кубка мира среди взрослых (сумма этапов или финал);
- или подготовить одного спортсмена, занявшего 1 место на Всемирной Универсиаде;
- или подготовить одного спортсмена, занявшего 1 место на Юношеских Олимпийских играх;
- или подготовить одного спортсмена, занявшего 1 место на чемпионате мира среди молодежи (юниоров);
- или подготовить двух спортсменов или одного дважды занявшего 1 место на чемпионате мира среди юношей;
- или подготовить одного спортсмена, занявшего 1 место на летних или зимних Азиатских играх среди взрослых (дисциплины, включенные в программу Азиатских игр).

По неолимпийским видам спорта спортивное звание присваивается за подготовку спортсменов, выполнивших одно из нижеследующих требований при участии на соревнованиях представителей не менее 20 стран:
- подготовить трех спортсменов или одного трижды занявшего 1 место на чемпионате мира среди взрослых;
- подготовить трех спортсменов или одного трижды занявшего 1 место на чемпионате мира среди молодежи (юниоров);
- или подготовить одного спортсмена, занявшего 1-3 места на Паралимпийских или Сурдлимпийских играх;
- или подготовить одного спортсмена, занявшего 1 место на Азиатских и Всемирных играх инвалидов или чемпионатах мира среди инвалидов.

По игровым видам спорта (олимпийские, неолимпийские), спортивное звание присваивается за подготовку спортсменов (не менее трех игроков) или команд, выполнивших одно из нижеследующих требований:
- за выход в финальную часть на Олимпийских играх или на чемпионатах мира, в групповой этап клубных соревнований УЕФА (UEFA) среди взрослых;
- или 1-6 место на Олимпийских играх среди взрослых;
- или 1-3 место на Юношеских Олимпийских играх;
- или 1-3 место на чемпионате мира среди взрослых;
- или 1 место на чемпионате Азии среди взрослых;
- или 1 место в первом дивизионе или 1-3 место в высшем дивизионе на чемпионате мира среди юношей и девушек до 18 лет;
- или 1 место в первом дивизионе или 1-5 место в высшем дивизионе на чемпионате мира среди юношей до 20 лет;
- или 1-3 место на чемпионате Европы среди взрослых;
- или 1-3 место на Всемирной Универсиаде или чемпионате мира среди студентов;
- или 1-3 место на Азиатских играх среди взрослых.

По национальным видам спорта спортивное звание присваивается за подготовку спортсменов высокого класса, развитие, пропаганду и внедрение видов спорта на международной спортивной арене или из нижеследующих требований:
- подготовить одного спортсмена, занявшего 1 место на чемпионате мира среди взрослых;
- или 1 места на Чемпионате Азии по аударыспаку среди взрослых;
- или 1 места на Чемпионате Азии по кокпару среди взрослых.

За одного и того же спортсмена спортивное звание одновременно присваивается «первому» тренеру и тренеру спортсмена, в соответствии со списками сборных национальных команд Республики Казахстан по видам спорта (далее — список).
В целях повышения авторитета казахстанского спорта на международной спортивной арене, спортивное звание присуждается тренерам-преподавателям по видам спорта, тренерам сборных команд Казахстана, спортивных обществ, ведомств и клубов за успешную многолетнюю учебно-тренировочную и воспитательную работу при соблюдении следующих критериев:

- стаж тренерско-преподовательской работы по виду спорта не менее 25 лет;
- тренеру-преподавателю за передачу и подготовку 10 молодых спортсменов другому тренеру для дальнейшего спортивного совершенствования, проработав с ним не менее 3-х лет, из которых впоследствии были подготовлены выдающийся спортсмены.

Спортивное звание также присваивается другим тренерам в соответствии со списком в случае повторного выполнения установленных требований спортсменом.
Награждение спортивным званием повторно не производится.